# Línea 4 del Metro de Lima y Callao
La Línea 4 del Metro de Lima es la cuarta línea del metro de Lima y Callao, y es una de las dos líneas en construcción del ferrocarril metropolitano, que se extiende de oeste a este. Discurrirá bajo las avenidas Elmer Faucett, La Marina, Faustino Sánchez Carrión y Javier Prado, y la carretera Central.
Se trata de una línea orientada en sentido este-oeste de la ciudad, busca complementar las necesidades de transporte de la metrópoli, para el sector central de la ciudad, siguiendo la ruta de uno de los corredores más transitados de Lima, el de las avenidas Javier Prado y La Marina. Esta línea de metro integrará a la red el acceso al Aeropuerto Internacional Jorge Chávez a través de la estación Aeropuerto, con lo cual se facilitará la movilidad de personas desde y hacia el aeropuerto.
El gobierno peruano ya ha encargado la construcción de un tramo al consorcio que se adjudicó la construcción de la línea 2. El tramo denominado ramal abarca desde la avenida Óscar Benavides hasta la avenida Néstor Gambetta. El ramal, futura Línea 4, se unirá con la Línea 2 y constará de 8 kilómetros y 8 estaciones en recorrerá en 13 minutos. Su trazo forma parte de la Red Básica del Metro, que fue proyectado desde 2010 con la expedición del Decreto Supremo N° 059-2010-MTC. La longitud total de la línea 4 será de 26 kilómetros.

## Historia
El organismo público de inversión privada, Proinversión, indicó el 24 de octubre de 2014, que la inversión aproximada tanto para la línea 3 como para la línea 4 será aproximadamente de US$.5,000 millones cada una, teniendo en cuenta las características de las mismas. Actualmente, ya se encargaron los estudios de la línea 3 y los estudios para la línea 4 deben encargarse en los próximos meses. En el caso de la línea 4, se trata del segundo tramo de la línea, ya que el primer tramo ya se encuentra concesionado para su construcción.
Durante 2014, Proinversión desarrolló el concurso público para contratar al consultor integral que se encargará de la elaboración de los estudios de preinversión del proyecto para la obtención de su viabilidad, además asesorará en el desarrollo y promoción del concurso.
El proyecto final que será adjudicado a un concesionario, consiste en la elaboración del diseño, financiamiento, construcción, equipamiento electromecánico, adquisición de material rodante, operación y mantenimiento de la vía, de aproximadamente 30 kilómetros de longitud.
El 27 de febrero de 2015, Proinversión otorgó la buena pro al consorcio formado por las empresas Euroestudios S.L., Geocontrol Andina S.A.C, Geocontrol S.A., Tec-Cuatro S.A.- Sucursal Perú, Consultoría Kapak S,A, C, Logit Engenharia Consultiva Ltda y Qursor S.A.C. que será el consultor integral para los estudios indicados.
En agosto de 2016, se anunció que durante 2017, el Ministerio de Transportes y Comunicaciones transferirá los fondos a Proinversión para financiar los estudios de preinversión a nivel de perfil y factibilidad de dicho proyecto.
La línea 4 inició su construcción el 31 de marzo de 2024, con el ramal de 7 kilómetros de extensión que pasará por el Aeropuerto Internacional Jorge Chávez y se conectará con la línea 2 en la estación Carmen de La Legua. Como alternativa, se planea la construcción de un monorriel para conectar el aeropuerto con la estación Quilca, en caso de que el consorcio de la línea 2 no ceda espacio para la construcción de un túnel subterráneo.
El 11 de marzo de 2025, El ministro de Economía y Finanzas, José Salardi, planteó el objetivo de adjudicar los proyectos de las líneas 3 y 4 del Metro de Lima y Callao el año 2026, los cuales involucran una inversión superior a los 10,600 millones de dólares, así mismo la Agencia de Promoción de la Inversión Privada (ProInversión) aseguró que los proyectos de las Líneas 3 y 4 del Metro de Lima podrían desarrollarse de manera paralela.

## Recorrido

### Tramo 1

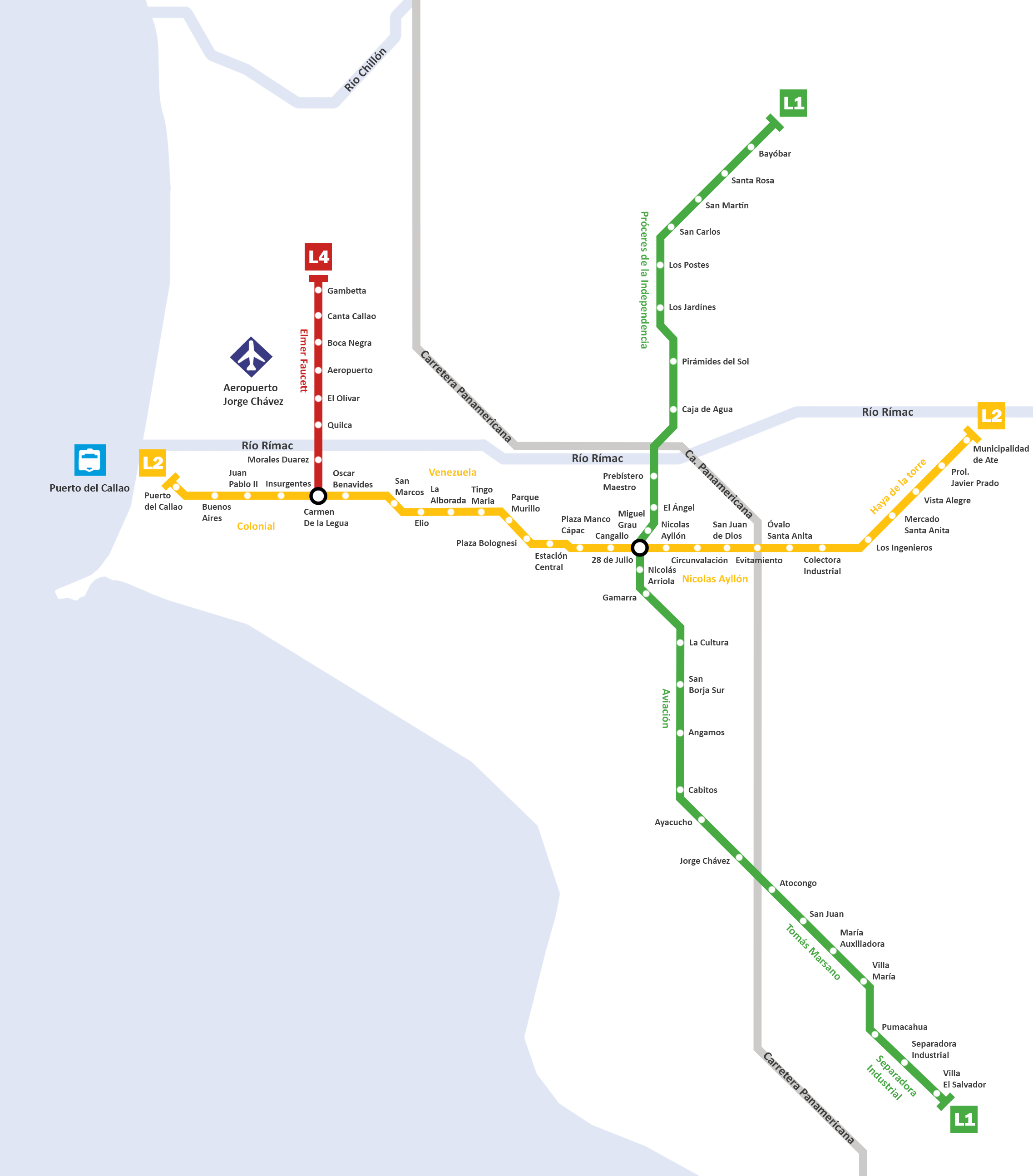
Detalle del tramo 1 de Línea 4

El primer tramo de esta línea ya ha sido concesionado por el gobierno al consorcio que se adjudicó la construcción de la línea 2, y tendrá una extensión de 7.7 kilómetros, que recorrerá por la avenida Elmer Faucett, entre la avenida Néstor Gambetta y la avenida Óscar R. Benavides (Colonial).

### Tramo 2
El segundo tramo a construir de esta línea será proyectado para recorrer el subsuelo de las avenidas La Marina y Javier Prado. Proinversión designará un consultor para este propósito en enero de 2015.
Este consultor deberá proponer y sustentar diferentes alternativas sobre el trazado de la línea, teniendo en cuenta que por la ruta de la avenida Javier Prado, existe una iniciativa privada para construir también un túnel subterráneo de vehículos. Se espera que, el consultor pueda brindar las alternativas de un uso combinado del subsuelo, por ambas propuestas, o que se propongan rutas alternativas para el recorrido subterráneo de vehículos.

## Construcción (2023 - presente)
El 15 de mayo de 2023, se dio inicio a la construcción del tramo 1 de la línea 4, iniciando las obras del Pozo de Ventilación PV1B, desde el cruce de la avenida Néstor Gambetta cruce con la avenida Elmer Faucett, hasta la avenida Cuzco.
En marzo de 2025, se informó el inicio de operaciones de perforación de la tuneladora Micaela ubicada en el pozo de ventilación PV4-01 BIS en el Callao.

## Conexión con el aeropuerto Jorge Chávez
Debido a que el nuevo aeropuerto Jorge Chávez replanteó sus accesos hacia el sur, la estación Aeropuerto que debía interconectar con el terminal quedará aislada de dicha infraestructura, lo que generó cuestionamientos por parte de la opinión pública. Lima Airport Partners, aseguró que ha decidido reservar un espacio en la construcción del nuevo terminal aéreo para que, en un futuro, sirva de conexión a la línea 4 del Metro de Lima y Callao. Sin embargo, dicha propuesta sigue siendo cuestionada.

## Estaciones

### Tramo concesionado (ramal)
| Estación           | Inauguración  | Estado                                  | Ubicación                                    | Distrito                            | Combinación                   | Tipo de estación |
| ------------------ | ------------- | --------------------------------------- | -------------------------------------------- | ----------------------------------- | ----------------------------- | ---------------- |
| Gambetta           | No inaugurada | En construcción desde mayo de 2023      | Av. Elmer Faucett con Av. Néstor Gambetta    | Callao                              | Ferrocarril Barranca - Callao | Subterránea      |
| Canta Callao       | No inaugurada | En construcción desde mayo de 2023      | Av. Elmer Faucett con Av. Canta Callao       | Callao                              |                               | Subterránea      |
| Boca Negra         | No inaugurada | En construcción desde diciembre de 2023 | Av. Elmer Faucett con Av. Boca Negra         | Callao                              |                               | Subterránea      |
| Aeropuerto         | No inaugurada | En construcción desde enero de 2025     | Av. Elmer Faucett con Av. Tomás Valle        | Callao                              |                               | Subterránea      |
| El Olivar          | No inaugurada | En construcción desde junio de 2024     | Av. Elmer Faucett con Ca. Carbono            | Callao                              |                               | Subterránea      |
| Quilca             | No inaugurada | En construcción desde junio de 2024     | Av. Elmer Faucett con Av. Quilca             | Callao                              |                               | Subterránea      |
| Morales Duárez     | No inaugurada | En construcción desde mayo de 2025      | Av. Elmer Faucett con Av. Morales Duárez     | Callao y Carmen de la Legua-Reynoso |                               | Subterránea      |
| Carmen de La Legua | No inaugurada | En construcción desde agosto de 2025    | Av. Elmer Faucett con Av. Óscar R. Benavides | Callao y Bellavista                 |                               | Subterránea      |

### Tramo en proyección
Según el estudio de factibilidad encargado por el MTC, este tramo en proyección contará con las siguientes estaciones:
| Estación (nombres tentativos) | Ubicación (aproximada)                                                    | Distrito                      | Combinación | Tipo de estación (según factibilidad) |
| ----------------------------- | ------------------------------------------------------------------------- | ----------------------------- | ----------- | ------------------------------------- |
| Venezuela                     | Av. República de Venezuela                                                | Bellavista y San Miguel       |             | Subterránea                           |
| Rafael Escardó                | Av. Rafael Escardó                                                        | San Miguel                    |             | Subterránea                           |
| Pando                         | Av. La Marina con Avenida Universitaria                                   | San Miguel y Pueblo Libre     |             | Subterránea                           |
| José de Sucre                 | Av. José Antonio de Sucre                                                 | Pueblo Libre                  |             | Subterránea                           |
| Brasil                        | Av. Sánchez Carrión con Av. Brasil                                        | Jesús María                   |             | Subterránea                           |
| Felipe Salaverry              | Avenida Gral Salaverry                                                    | Jesús María y San Isidro      |             | Subterránea                           |
| Guillermo Prescott            | Por definir                                                               | San Isidro                    |             | Subterránea                           |
| Las Palmeras                  | Av. Javier Prado Oeste con Ca. Las Palmeras                               | San Isidro                    |             | Subterránea                           |
| Conde de San Isidro           | Av. Javier Prado Oeste con Av. Arequipa                                   | San Isidro                    |             | Subterránea                           |
| Javier Prado                  | Av. Javier Prado Este con Paseo de la República                           | San Isidro                    |             | Subterránea                           |
| Pablo Carriquirry             | Av. Javier Prado Este con Av. Pablo Carriquiry                            | La Victoria y San Isidro      |             | Subterránea                           |
| La Cultura                    | Av. Javier Prado Este con Av. Aviación con vía expresa del primer nombre  | San Borja                     |             | Subterránea                           |
| San Luis                      | Av. Javier Prado Este con Av. San Luis                                    | San Borja                     |             | Subterránea                           |
| Monterrico                    | Av. Javier Prado Este con Av. Circunvalación                              | San Borja                     |             | Subterránea                           |
| Manuel Olguin                 | Entre Jockey Plaza y Universidad de Lima, en la avenida del mismo nombre. | Santiago de Surco y La Molina |             | Subterránea                           |
| Los Frutales                  | Av. Javier Prado Este con Av. Los Frutales                                | La Molina                     |             | Subterránea                           |
| La Molina                     | Av. Javier Prado Este con Av. La Molina                                   | La Molina                     |             | Subterránea                           |
| Santa Patricia                | Av. Javier Prado Este con Av. Los Ingenieros                              | La Molina                     |             | Subterránea                           |
| Estadio Monumental/Mayorazgo* | Av. Javier Prado Este con Av. Asturias                                    | Ate                           |             | Subterránea                           |
| Mercado Santa Anita           | Carretera Central con Av. 22 de Julio                                     | Ate y Santa Anita             |             | Subterránea                           |

- En esta estación no se define el nombre, debido a su cercanía al barrio o al Estadio.